# Trans-Australian Railway

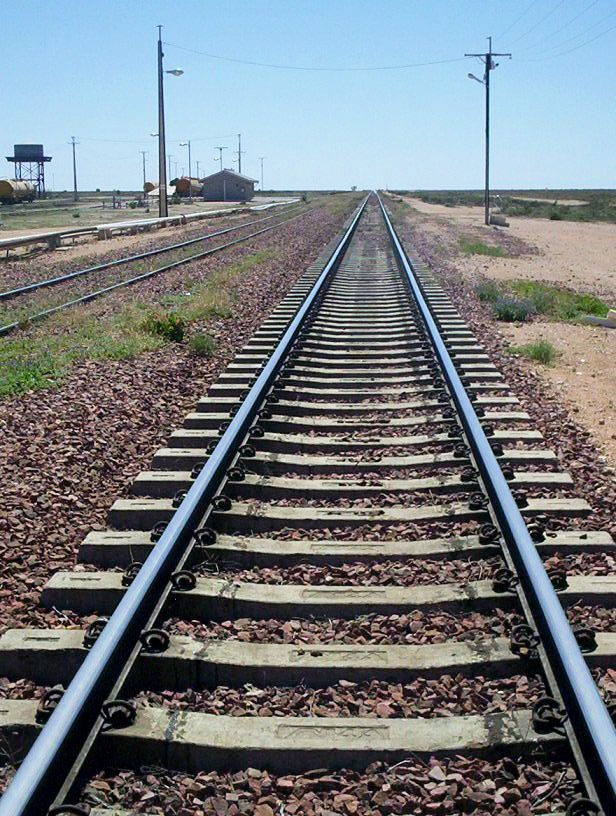
Trans-Australia Railway bij Cook, Zuid-Australië

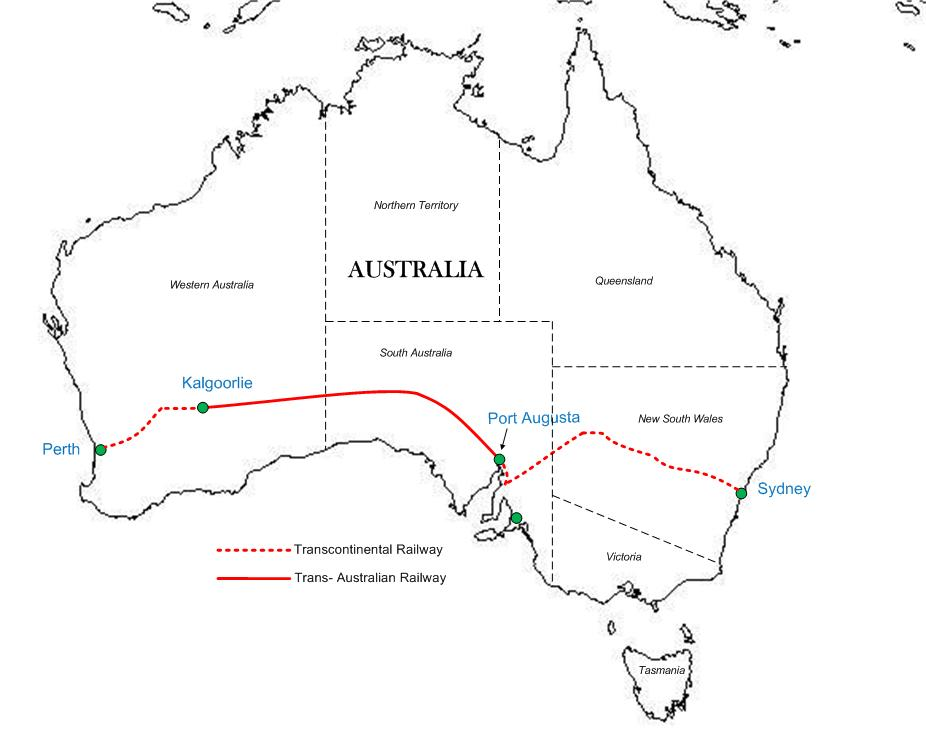
Trans-Australia Railway op de kaart

De Trans-Australian Railway is de spoorlijn tussen Port Augusta in Zuid-Australië en Kalgoorlie in West-Australië. De Trans-Australian Railway doorkruist de Nullarborvlakte en bevat het langste spoortraject zonder bochten in de wereld (478 kilometer)

## Geschiedenis
In 1901 verenigden de zes Australische kolonies zich tot de Commonwealth of Australia. In die tijd was Perth, de hoofdstad van West-Australië, gescheiden van de rest van Australië door duizenden kilometers woestijn. De enige verbinding met de rest van het land bestond uit scheepvaartverbindingen via de Grote Australische Bocht, een zee berucht vanwege de zware zeegang.
Een van de beweegredenen van West-Australië om zich bij de federatie aan te sluiten was de belofte dat uit federale gelden een spoorverbinding tussen West-Australië en de rest van het continent zou worden aangelegd. Tussen 1907 en 1909 vonden trajectverkenningen plaats. In september 1912 werd begonnen met de aanleg van de lijn in Port Augusta. De lijn werd in de spoorbreedte van 1435 mm aangelegd (normaalspoor), terwijl de aansluitende spoorlijnen nog als smalspoorlijn waren aangelegd. Pas in 1970 was het hele oost-west traject door Australië in normaalspoor uitgevoerd. In 1917 was de lijn voltooid. Langs het traject was geen water voorhanden, noch voor de stoomlocomotieven, noch voor menselijke consumptie. In de tijd van de stoomtractie bestond daarom de helft van de lading uit water voor de stoomlocomotief.

## Verloop
De Trans-Australian Railway is 1693 kilometer lang en loopt vanaf Port Augusta via Tarcoola naar de goudstad Kalgoorlie. Tussen Watson (Zuid-Australië) en Nurina (West-Australië) bevat het traject geen enkele bocht. Dit traject van 478 kilometer is het langste traject zonder bocht ter wereld.